# بيبر لوري
بيبر لوري (بالإنجليزية: Piper Laurie)‏ هي ممثلة أمريكية ولدت في 22 يناير 1932، بولاية ميشيغان. رغبت والدتها في تعليمها فن الخطابة في مدرسة هيبرو، كما تعلمت التمثيل أيضًا في مدرسة تمثيل محلية، ثم التحقت باستوديوهات يونيفرسال. وكانت لموهبتها أثر كبير في اعتمادها ممثلة وهي لا تزال في السابعة عشر من عمرها. ظهرت في فيلم "لويزا"، عام 1950، ثم عملت مع "دونالد أوكونر"، وظهرت في فيلم "فرانسيس ذاهب الي السباق" عام 1951، تعددت أعمالها السينمائية بين الدراما والتراجيديا والكوميديا. اعتزلت وتفرغت لحياتها العائليه طيلة عشر سنوات ثم وافقت على العودة للتمثيل عام 1976 لتشارك في فيلم كاري وتقوم بدور "مارجريت هوايت"، أم الفتاة المريضة نفسيًا "كاري"، والتي لعبت دورها "سيسي سباسيك"، ورُشحت لجائزة أوسكار عن هذا الدور. انفصلت عن زوجها عام 1981 ثم انتقلت إلى الإقامة في جنوب كاليفورنيا. وصل رصيدها السينمائي إلى 112 فيلم حتى عام 2012.

## الأعمال
- كاري (فيلم 1976)

## روابط خارجية
- بيبر لوري على موقع IMDb (الإنجليزية)
- بيبر لوري على موقع الموسوعة البريطانية (الإنجليزية)
- بيبر لوري على موقع روتن توميتوز (الإنجليزية)
- بيبر لوري على موقع ألو سيني (الفرنسية)
- بيبر لوري على موقع تيرنر كلاسيك موفيز (الإنجليزية)
- بيبر لوري على موقع أول موفي (الإنجليزية)
- بيبر لوري على موقع قاعدة بيانات برودواي على الإنترنت (الإنجليزية)
- بيبر لوري على موقع قاعدة بيانات الأفلام السويدية (السويدية)
- بيبر لوري على موقع إن إن دي بي (الإنجليزية)
- بيبر لوري على موقع ديسكوغز (الإنجليزية)